# Grande Mosquée Nanguan
La Grande Mosquée Nanguan (chinois : 南关清真大寺) est une grande mosquée construite dans le district de Xingqing, à Yinchuan, capitale de la région autonome hui du Ningxia, en 1981.
C'est un lieu important de la vie des Hui de Yinchuan et également un site touristique important.
La mosquée est construite pour la première fois pendant la dynastie Ming. Détruite pendant la révolution culturelle, elle est reconstruite en 1981 dans un style arabe.
Elle a une superficie de 2 074 m², comporte deux étages et comporte un minaret mesurant 30 mètres de haut. L'étage supérieur est le lieu principal de culte, pouvant accueillir plus de 1 300 fidèles.

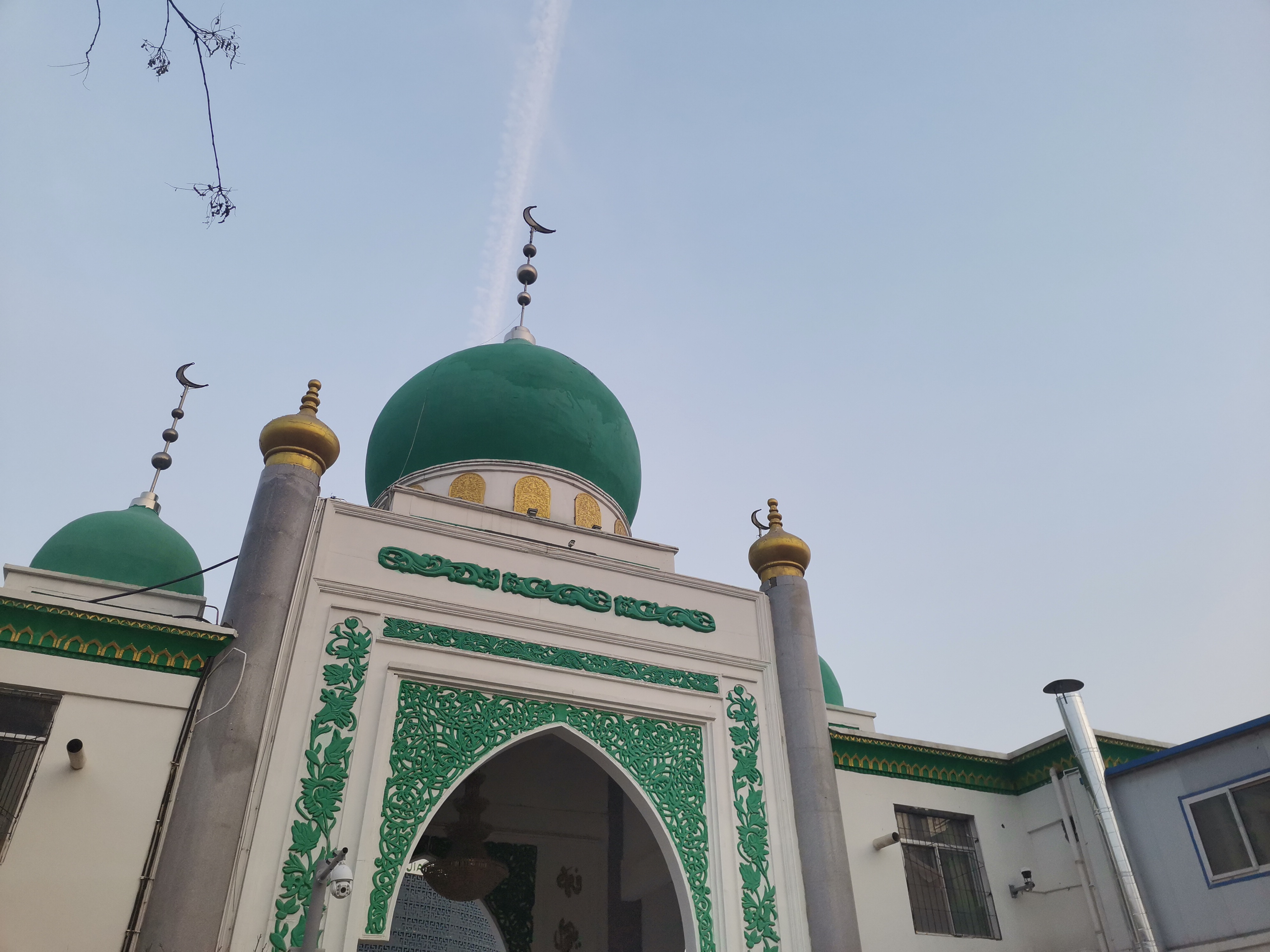
Portail de la mosquée